# Wayne Primeau
Wayne Michael Primeau (* 4. Juni 1976 in Scarborough, Ontario) ist ein ehemaliger kanadischer Eishockeyspieler, der im Verlauf seiner aktiven Karriere zwischen 1992 und 2010 unter anderem 864 Spiele für die Buffalo Sabres, Tampa Bay Lightning, Pittsburgh Penguins, San Jose Sharks, Boston Bruins, Calgary Flames und Toronto Maple Leafs in der National Hockey League auf der Position des Centers bestritten hat. Seinen größten Karriereerfolg feierte Primeau allerdings in Diensten der Rochester Americans mit dem Gewinn des Calder Cups der American Hockey League im Jahr 1996.

## Karriere
Wayne Primeau begann seine Karriere im Sommer 1992 in der kanadischen Juniorenliga Ontario Hockey League bei den Owen Sound Platers. Der Stürmer wurde im NHL Entry Draft 1994 von den Buffalo Sabres aus der National Hockey League in der ersten Runde an 17. Position ausgewählt. Er absolvierte auch gleich in der Saison 1994/95 sein erstes Spiel in der NHL und schoss sofort sein erstes Tor, wurde danach aber in die OHL zurückgeschickt, wo er während der Spielzeit zu den Oshawa Generals wechselte. In der Spielzeit 1995/96 kam Primeau in einigen Spielen der Sabres und deren Farmteam, den Rochester Americans in der American Hockey League, zum Einsatz. Den Großteil der Saison spielte er aber weiterhin in der OHL.
Zur Saison 1996/97 schaffte er endgültig den Sprung zu den Profis und spielte die Saison bei den Sabres und den Americans. Er übernahm im Team die Rolle als Stürmer in der Checking Line und erreichte im Verlauf der Stanley-Cup-Playoffs 1999 mit den Sabres das Finale um die gleichnamige Trophäe, das sie gegen die Dallas Stars verloren. Während der Saison 1999/2000 wurde Primeau zu den Tampa Bay Lightning transferiert, die ihn aber nach weniger als einem Jahr zu den Pittsburgh Penguins im Tausch für Matthew Barnaby weiterschickten. Dort spielte er für zwei Jahre, ehe ihn die San Jose Sharks in einem Transfer im Austausch für Matt Bradley im März 2003 verpflichteten. Mit San Jose spielte er eine erfolgreiche Saison 2003/04, die im Finale der Western Conference endete.
Nach der Saison war er ein Unrestricted Free Agent, entschied sich aber nach dem Ausfall der NHL-Saison 2004/05, einen neuen Vertrag in San Jose zu unterschreiben. Im November 2005 wurde Primeau in einem sogenannten „Blockbuster“-Transfer zusammen mit Marco Sturm und Brad Stuart zu den Boston Bruins geschickt, die im Gegenzug Joe Thornton an San Jose abgaben. Die Saison in Boston endete enttäuschend mit dem Verfehlen der Playoffs. Am 10. Februar 2007 wurde der Kanadier erneut transferiert. Da sein Vertrag zum Saisonende auslief und die Bruins nicht damit rechneten, dass er seinen Vertrag verlängern werde, gaben sie ihn gemeinsam mit Brad Stuart und einem Draftrecht an die Calgary Flames ab. Im Gegenzug erhielt Boston Chuck Kobasew und Andrew Ference. Nach der Saison 2008/09 wurde der Kanadier zusammen mit einem Zweitrunden-Draftpick zu den Toronto Maple Leafs transferiert, die Flames erhielten im Gegenzug Anton Strålman, Colin Stuart und einen Siebtrunden-Draftpick. Nach der Saison 2009/10 beendete der 34-Jährige seine aktive Karriere.

## Erfolge und Auszeichnungen
- 1996 Calder-Cup-Gewinn mit den Rochester Americans

## Karrierestatistik
(Legende zur Spielerstatistik: Sp oder GP = absolvierte Spiele; T oder G = erzielte Tore; V oder A = erzielte Assists; Pkt oder Pts = erzielte Scorerpunkte; SM oder PIM = erhaltene Strafminuten; +/− = Plus/Minus-Bilanz; PP = erzielte Überzahltore; SH = erzielte Unterzahltore; GW = erzielte Siegtore; 1 Play-downs/Relegation; Kursiv: Statistik nicht vollständig)

## Familie
Sein älterer Bruder Keith Primeau war ebenfalls Profi in der NHL und absolvierte 1037 Spiele für die Detroit Red Wings, Hartford Whalers, Carolina Hurricanes und Philadelphia Flyers. Während eines Spiels zwischen den Hartford Whalers und den Buffalo Sabres in der Saison 1996/97 lieferten sich beide einen Faustkampf. Sein Neffe Cayden Primeau wurde im NHL Entry Draft 2017 in der siebten Runde von den Canadiens de Montréal ausgewählt. Ebenso war sein Schwager Derrick Smith über viele Jahre in der NHL aktiv.